# Blunaki
Blunaki is een plaats in het Poolse district  Sztumski, woiwodschap Pommeren. De plaats maakt deel uit van de gemeente Dzierzgoń en telt 120 inwoners.